# Oleksandr Filin
Oleksandr Filin (tiếng Ukraina: Олександр Васильович Фiлiн); Aleksandr Filin (tiếng Nga: Александр Васильевич Филин; sinh ngày 25 tháng 6 năm 1996) là một hậu vệ bóng đá người Nga gốc Ukraina. Anh thi đấu cho FC Olimpiyets Nizhny Novgorod.

## Sự nghiệp

### Câu lạc bộ
Vào tháng 2 năm 2015, Filin ký hợp đồng với F.K. Ufa. Vào tháng 8 năm 2015 Filin mang quốc tịch Nga.

## Thống kê sự nghiệp
Tính đến trận đấu diễn ra ngày 3 tháng 12 năm 2015
| Câu lạc bộ                 | Mùa giải            | Giải vô địch                | Giải vô địch | Giải vô địch | Cúp Quốc gia | Cúp Quốc gia | Châu lục | Châu lục  | Khác    | Khác      | Tổng cộng | Tổng cộng |
| Câu lạc bộ                 | Mùa giải            | Hạng đấu                    | Số trận      | Bàn thắng    | Số trận      | Bàn thắng    | Số trận  | Bàn thắng | Số trận | Bàn thắng | Số trận   | Bàn thắng |
| -------------------------- | ------------------- | --------------------------- | ------------ | ------------ | ------------ | ------------ | -------- | --------- | ------- | --------- | --------- | --------- |
| Shakhtar-3 Donetsk         | 2014–15             | Ukrainian Second League     | 3            | 0            | 0            | 0            | 0        | 0         | –       | –         | 3         | 0         |
| Ufa                        | 2015–16             | Giải bóng đá ngoại hạng Nga | 1            | 0            | 1            | 0            | –        | –         | –       | –         | 2         | 0         |
| Ufa                        | 2016–17             | Giải bóng đá ngoại hạng Nga | 0            | 0            | 0            | 0            | –        | –         | –       | –         | 0         | 0         |
| Ufa                        | Tổng cộng           | Tổng cộng                   | 1            | 0            | 1            | 0            | -        | -         | -       | -         | 2         | 0         |
| Olimpiyets Nizhny Novgorod | 2017–18             | Giải Quốc gia Nga           | 2            | 0            | 0            | 0            | –        | –         | –       | –         | 2         | 0         |
| Tổng cộng sự nghiệp        | Tổng cộng sự nghiệp | Tổng cộng sự nghiệp         | 6            | 0            | 1            | 0            | 0        | 0         | -       | -         | 7         | 0         |